# Светлана Стевић Вукосављевић
Светлана Стевић Вукосављевић је српски вокални солиста и национални уметник. Светлана је један од најугледнијих изводилаца, истраживача и чувара древног српског музичког фолклора.

## Биографија
Светлана Стевић Вукосављевић је рођена 15. фебруара 1948. године у Милатовцу код Жагубице. Завршила је Средњу Хемијско технолошко-техничку школу у Београду.
Више од 35 година бави се истраживачким радом на пољу предачке културе у Хомољу - Источна Србија.
Као даровити певач изворне (традиционалне) српске песме, 1976. године, постала је солиста Радио Београда и од тада до данас оставила је велики опус трајних снимака звучном архиву Радио Београда. Исте године је постала и сарадник на више емисија Радио Београда: "Аутобус у пола шест", "Свановник", "Од злата јабука" и "Ризница" у којој је још увек сарадник.
Године 2009., добила је посебно признање које се додељује уметницима за врхунски допринос националној култури Републике Србије.